# Anno Saul

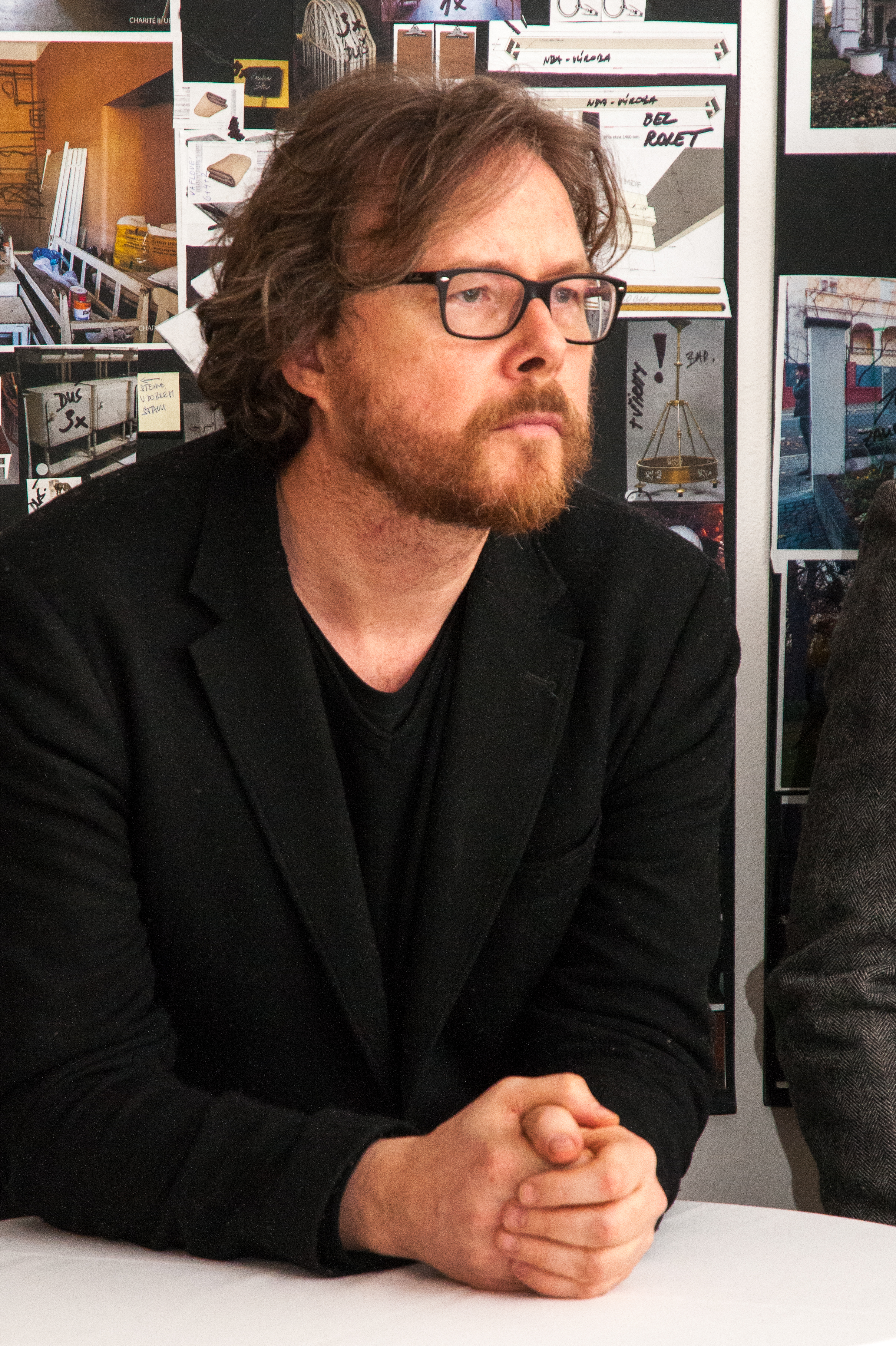
Anno Saul (2018)

Anno Saul (* 14. November 1963 in Bonn) ist ein deutscher Drehbuchautor und Filmregisseur.

## Leben
Saul wuchs im Rheinland als Sohn eines Arztes auf. 1983 bestand er am Peter-Joerres-Gymnasium in Bad Neuenahr-Ahrweiler das Abitur. Anschließend studierte er an der Hochschule für Philosophie München, dann 1985–1990 Spielfilm an der Hochschule für Fernsehen und Film München. 1987 entstand nach eigenem Drehbuch das BR-Fernsehspiel Entführung für Anfänger.
1991 erhielt sein Kurzfilm Unter Freunden den Max-Ophüls-Preis. Nach mehreren Fernsehfilmen drehte er 1998 sein Spielfilmdebüt Grüne Wüste mit Martina Gedeck. Nach dem Fernsehfilm Die Novizin entstand mit Kebab Connection sein zweiter Kinofilm, nach einem Buch von Fatih Akin, Ruth Thoma und Jan Berger. Im Jahr 2006 kam seine Kinokomödie Wo ist Fred? mit Til Schweiger, Jürgen Vogel, Christoph Maria Herbst und Alexandra Maria Lara in die Filmtheater. 2009 folgte der Mysterythriller Die Tür mit Mads Mikkelsen, Jessica Schwarz und Thomas Thieme. 2013 kam die Komödie Irre sind männlich mit Marie Bäumer, Milan Peschel, Fahri Yardım und Josefine Preuß in die Kinos.
Anno Saul war Dozent an der Internationalen Filmschule Köln (ifs). Seit 2010 ist er ordentliches Mitglied im Vorstand der Deutschen Filmakademie im Bereich Regie. Weiterhin ist er Mitglied im Bundesverband Regie (BVR). Er lebt in Berlin.

## Auszeichnungen
- 1991 Max-Ophüls-Preis für Unter Freunden
- Publikumspreis beim Cinequest Film Festival in San José, Kalifornien für Grüne Wüste
- 2010 Hauptpreis „Best Picture“ beim Tromsoe Int. Film Festival für Die Tür
- 2010 „Le Grand Prix“ beim Festival International Du Film Fantastique, Gerardmer für Die Tür
- 2010 „Silver Melias“ beim Bruessel International Fantasy Film Festival für Die Tür

## Filmografie
- 1990: Unter Freunden
- 1996: Und morgen fängt das Leben an
- 1997: Alte Liebe, alte Sünde
- 1998: Blind Date – Flirt mit Folgen
- 1998: Zur Zeit zu zweit
- 1999: Grüne Wüste (Kino)
- 2002: Die Novizin
- 2004: Kebab Connection (Kino)
- 2006: Wo ist Fred? (Kino)
- 2007–2013: Der Kommissar und das Meer (7 Folgen inkl. Pilotfilm)
- 2009: Die Tür (Kino)
- 2014: Irre sind männlich (Kino)
- 2013–2018: Nord Nord Mord (6 Folgen)
- 2016–2017: München Mord (Fernsehreihe)
  - 2016: Wo bist Du, Feigling?
  - 2017: Einer, der’s geschafft hat
  - 2017: Auf der Straße, nachts, allein
- 2017: Neben der Spur – Dein Wille geschehe (Fernsehreihe)
- 2019: Charité (Fernsehserie, 6 Folgen)
- 2020: Harter Brocken: Die Fälscherin
- 2021: Die Welt steht still
- 2021: Fryderyks Erbe und Fangschuss, beide Masuren-Krimi (Fernsehreihe)
- 2023: Zwei Seiten des Abgrunds (internationaler Titel: Two Sides of the Abyss) (HBO-Serie, 6 Folgen)